# Tweed Water Spaniel

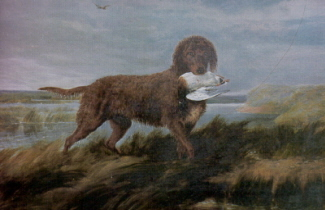
Tweed Water Spaniel

Il Tweed Water Spaniel, o Tweed Spaniel, è una razza di cane estinta dal XIX secolo. È più conosciuto per essere coinvolto nello sviluppo iniziale delle moderne razze di cani Curly Coated Retriever e Golden Retriever. 
Sono stati descritti come cani generalmente marroni e atletici della zona intorno a Berwick-upon-Tweed vicino al fiume Tweed e vicino ai confini scozzesi. Un tipo di cane da acqua, la razza non era molto conosciuta al di fuori dell'area locale. Questa razza potrebbe essere stata creata incrociando cani da acqua locali con cane da acqua importato di San Giovanni, un'altra razza che è ora estinta.
Il villaggio di Norham, Northumberland, appena a sud del fiume Tweed è stato notato come "famoso da molto tempo" per una razza di water spaniel di cui era "invariabilmente marrone".